# 아몰레드(AMOLED)
〈아몰레드(AMOLED)〉는 2009년 7월 23일 발매된 손담비와 애프터스쿨의 싱글이다. 애니모션, 애니클럽, 애니스타, 그리고 애니밴드의 계보를 잇는 삼성전자 애니콜의 다섯 번째 음악 프로젝트로, 휴대전화 햅틱 아몰레드의 광고를 위해 녹음되었다. 아몰레드와 반주곡까지 두 곡이 포함되어 있다.
노래는 용감한 형제가 작곡하였으며, 도입부 목소리에 보코더를 사용해 미래 지향적 느낌을 준다. 가사는 “아몰레-몰레-몰레-”로 반복되는 후렴구가 인상적이며, 능동형 유기 발광 다이오드가 밝은 곳에서 기존 TFT-LCD와 달리 색 재현성, 휘도(밝기)나 명암비가 달라지지 않는 점을 부각시키고 있다.
또한 이 노래는 애프터스쿨의 멤버 소영이 마지막으로 작업한 앨범이다.

## 수록곡
| #             | 제목                         | 작사                    | 작곡          | 편곡                    | 재생 시간 |
| ------------- | ---------------------------- | ----------------------- | ------------- | ----------------------- | --------- |
| 1.            | 〈아몰레드(Amoled)〉         | 용감한 형제, 별들의전쟁 | 용감한 형제   | 용감한 형제, 별들의전쟁 | 3:10      |
| 2.            | 〈아몰레드(Amoled)〉 (Inst.) |                         | 용감한 형제   | 용감한 형제, 별들의전쟁 | 3:10      |
| 총 재생 시간: | 총 재생 시간:                | 총 재생 시간:           | 총 재생 시간: | 총 재생 시간:           | 6:20      |